# Piotr Kownacki
Piotr Kownacki (ur. 8 października 1954 w Warszawie) – polski prawnik, urzędnik państwowy. Pełniący obowiązki prezesa Najwyższej Izby Kontroli w latach 1991–1992, w latach 2008–2009 szef Kancelarii Prezydenta RP.

## Życiorys
Ukończył studia na Wydziale Prawa i Administracji Uniwersytetu Warszawskiego. Od 1979 pracował w Instytucie Państwa i Prawa PAN, następnie w biurze prasowym Kancelarii Sejmu, biurze Trybunału Konstytucyjnego i biurze pełnomocnika rządu ds. reformy samorządu terytorialnego. W 1991 był przez kilka miesięcy podsekretarzem stanu w Urzędzie Rady Ministrów.
Od lipca 1991 do sierpnia 1999 zajmował stanowisko wiceprezesa Najwyższej Izby Kontroli. W październiku 1991, po śmierci prezesa NIK Waleriana Pańki w wypadku drogowym, objął czasowo obowiązki prezesa NIK. Wykonywał je do lutego 1992, gdy zastąpił go nowo wybrany prezes NIK Lech Kaczyński. W sierpniu 1999 objął stanowisko wiceprezesa Banku Ochrony Środowiska, we wrześniu 2001 powrócił na stanowisko wiceprezesa Najwyższej Izby Kontroli.
W październiku 2006 został powołany na wiceprezesa zarządu PKN Orlen, w styczniu 2007 objął stanowisko prezesa zarządu tej spółki, które zajmował do lutego 2008. Od 9 lipca 2008 do 4 września 2008 był zastępcą szefa Kancelarii Prezydenta RP Lecha Kaczyńskiego, od 20 sierpnia 2008 pełnił obowiązki szefa, a od 4 września 2008 do 27 lipca 2009 był szefem Kancelarii Prezydenta RP.
W listopadzie 2009 prokurator przedstawił mu zarzut ujawnienia tajemnicy służbowej, polegający na ujawnieniu dziennikarzom niejawnego raportu ABW odnośnie do tzw. incydentu gruzińskiego z udziałem prezydenta Lecha Kaczyńskiego. Piotr Kownacki nie przyznał się do popełnienia tego czynu. W sierpniu 2016 w pierwszej instancji został uznany za winnego popełnienia tego czynu, jednocześnie orzekający w tej sprawie Sąd Rejonowy dla Warszawy-Śródmieścia w Warszawie odstąpił od wymierzenia kary. Wyrok ten został zmieniony w lipcu 2017, Sąd Okręgowy w Warszawie prawomocnie wówczas uniewinnił Piotra Kownackiego od zarzuconego mu czynu, co ostatecznie zakończyło postępowanie.

## Odznaczenia
- Krzyż Wielki Orderu Zasługi (2008, Portugalia)[5]
- Narodowy Order Zasługi IV klasy (2009, Malta)[6]
- Krzyż Komandorski z Gwiazdą Orderu Zasługi (2009, Węgry)[7]
- Krzyż Wielki Komandorski Orderu „Za Zasługi dla Litwy” (2009, Litwa)[8]